# Alianța celor Șapte Partide
Alianța celor Șapte Partide a fost o coaliție formată din șapte partide politice nepaleze care urmăreau să pună capăt guvernării autocratice în țară. Aceștia au alcătuit pe Loktantra Andolan.
Alianța era alcătuită din următoarele partide:
- Congresul Nepalez
- Congresul Nepalez (Democrat)
- Partidul Comunist din Nepal (Marxism-leninismul unificat) (retras de la guvernare, duminică 3 mai 2009) [1]
- Partidul Muncitorilor și Țăranilor din Nepal
- Partidul Bunăvoinței din Nepal (Anandi Devi)
- Frontul Unit al Stângii
- Frontul Poporului

Aceste șapte partide aveau 194 din cele 205 de locuri alocate la alegerile legislative din Nepal din 1999, singura excepție semnificativă fiind Partidul Rashtriya Prajatantra (monarhist). PRR s-a împărțit în trei facțiuni, o facțiune sprijinind în mod deschis preluarea regală, cele două păstrând critici față de aceasta.
Numele „Alianța celor Șapte Partide” a fost întotdeauna un nume impropriu, deoarece unul dintre membrii săi (FUS) era o alianță în sine, formată din trei partide. Mai mult, cei doi mari membri, Congresul și PCN (MLU) erau fiecare mult mai mari decât restul membrilor.
Ei au făcut presiune asupra monarhului, iar regele a trebuit să accepte cererile pentru un parlament ales.